# Kościół św. Joachima w Kluszczanach
Kościół św. Joachima w Kluszczanach – nieistniejący kościół w Kluszczanach na Białorusi.
Należał do parafii św. Joachima w Kluszczanach.

## Historia
Drewniany kościół został zbudowany w 1726 roku z fundacji J. Korsaka. W 1905 r. został gruntownie przebudowany. W 1948 r. został zamknięty przez władzę sowiecką. Wierni odzyskali go w 1990 roku. Został następnie odrestaurowany i ponownie konsekrowany 16 października 1993 r.
W nocy 6 czerwca 2017 r. kościół doszczętnie spłonął. Prawdopodobną przyczyną pożaru była awaria sieci i sprzętu elektrycznego. Na miejscu kościoła planowana jest budowa murowanej kaplicy. 

## Architektura
Świątynia była zabytkiem architektury neogotyckiej. Został zbudowany na planie prostokąta z pięcioboczną apsydą, po bokach której znajdowały się niskie zakrystie. Fasada główna była zakończona trójkątnym frontonem i flankowana przez dwukondygnacyjne czworoboczne wieże, nakryte wysokimi hełmami (dobudowane w 1905 roku zamiast centralnej ośmiobocznej dzwonnicy) z wimpergami u podstaw. Taka sama mniejsza sygnaturka wieńczyła dach nad częścią ołtarzową. Wejście prowadziło przez niski ganek przykryty dwuspadowym daszkiem. Cztery filary dzieliły wnętrze na trzy nawy, które przykrywał belkowy strop. 
Świątynię okalał kamienny mur z ceglanymi bramami.
Według białoruskiego architekta i historyka Aleksandra Łakotko budynek był przykładem zaniemeńskiej drewnianej architektury sakralno-monumentalnej, tak jak kościoły w Dudach, Kiemieliszkach i w Chołchle.  